# .bn

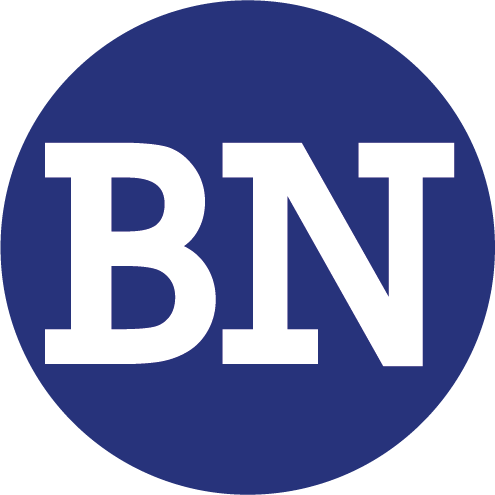
Logo der Top-Level-Domain von Brunei

.bn ist die länderspezifische Top-Level-Domain (ccTLD) von Brunei. Sie wurde am 3. Juni 1994 eingeführt und wird von der ortsansässigen Telekom Brunei Berhad (kurz TelBru) verwaltet.

## Eigenschaften
Bis August 2013 waren keine Informationen über die Vergabe von .bn-Domains bekannt, Adressen können nicht in einem standardisierten Verfahren angemeldet werden. Es existieren nur wenige .bn-Domains, die allesamt unterhalb einer Second-Level-Domain wie .com.bn registriert wurden. Folgende Adressbereich waren 2013 verfügbar und bekannt:
- .com.bn für kommerzielle Unternehmen
- .edu.bn für Bildungseinrichtungen
- .gov.bn für die bruneiische Regierung
- .org.bn für gemeinnützige Organisationen